# 이와키 다카쿠니

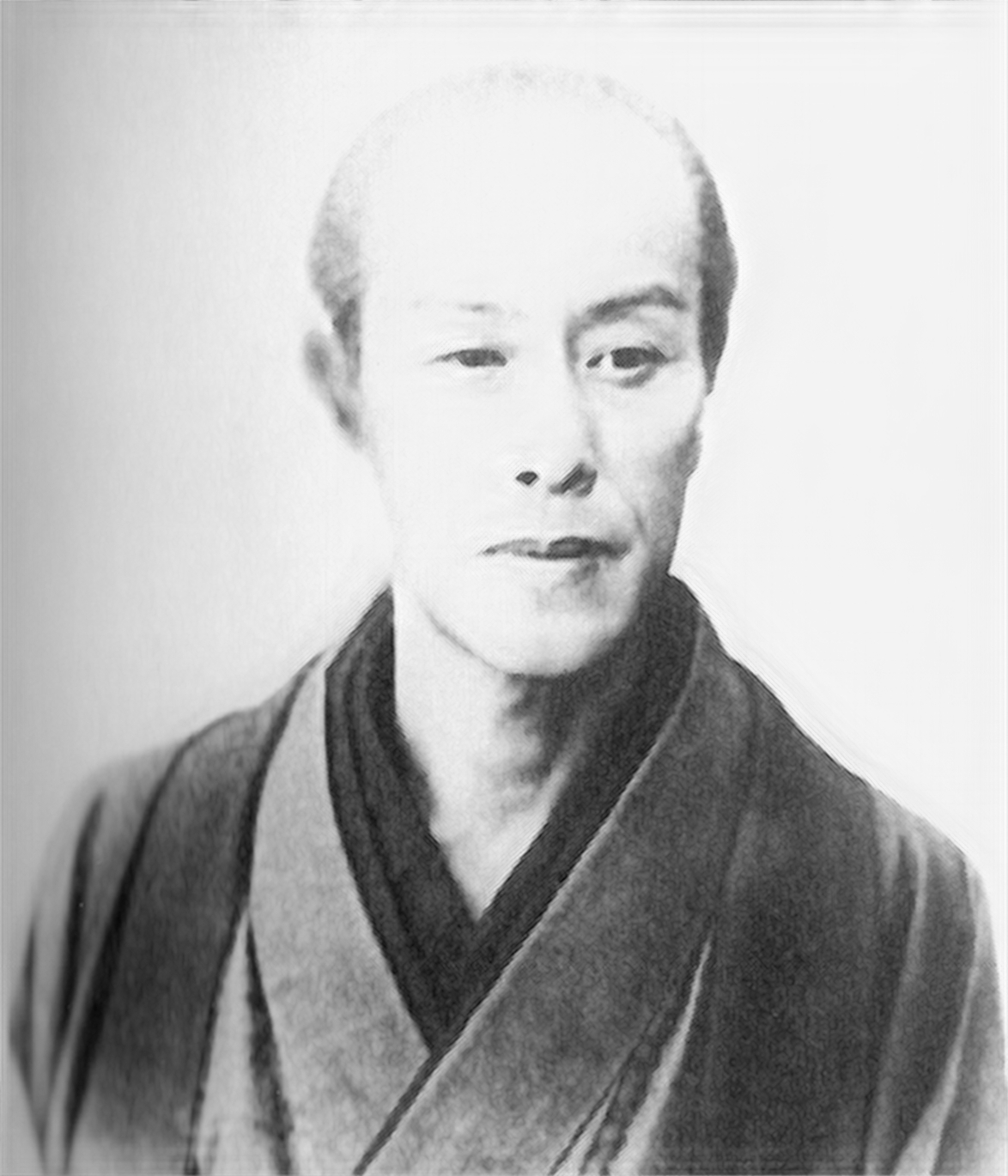
이와키 다카쿠니

이와키 다카쿠니(일본어: 岩城隆邦, 1844년 5월 29일 ~ 1911년 2월 18일)는 에도 시대 말기의 다이묘로, 가메다번의 12대 번주이다. 통칭은 다카노스케(鷹之助)이며, 초명은 유키아쓰(幸厚)이다. 관위는 종5위하, 사쿄노다이부(左京大夫)이고, 메이지 시대에는 종3위, 자작이었다.
8대 번주 이와키 다카히로의 일곱째 아들로 태어났다. 처음에는 숙부인 사나다 히데하치로(真田秀八郎)의 후계자가 되었으나, 분큐 원년(1861년) 10월 16일에 선대 번주이자 형인 이와키 다카마사가 사망함에 따라, 말기양자로서 가문을 계승하였다. 같은해 12월 15일에 쇼군 도쿠가와 이에모치를 알현하였고, 12월 28일에 종5위하, 사쿄노다이부에 서임되었다.
게이오 4년(1868년) 보신 전쟁 때, 처음에는 오우에쓰 열번동맹에 참가하였다. 하지만 구보타 번에 호응하여 혼조 번, 신조번, 야시마번과 함께 동맹을 탈퇴하고 신정부 편에 섰다. 그 후 쇼나이번에 패한 신정부군이 혼조와 가메다를 버리고 아키타까지 퇴각하였기 때문에, 다카쿠니는 8월 8일 쇼나이 번의 설득에 응하여 화의를 맺고, 다시 동맹 측에 서서 싸웠다. 그러나 9월 9일, 원군에 의해 힘을 얻게 된 신정부군에게 패배하였고, 결국 항복하고 말았다. 메이지 원년 12월 7일, 가메다 번은 최종적으로 신정부의 적이 되었기 때문에 2천 석 영지를 삭감당하였고, 다카쿠니는 은거 명령을 받고 에도의 소센 사(総泉寺)에서 근신하였다. 그당시 다카쿠니는 자식이 없어 다카쿠니의 동생인 오미 미야가와번주 홋타 마사야스로부터 선대 미야가와번주 홋타 마사미의 3남 홋타 다카아키를 양자로 맞이해 가메다번의 폐번을 면했다.
메이지 3년(1870년) 4월 4일에 지번사가 된 양자 다카아키의 후견인으로 임명되었고, 7월 12일에 면직되었다. 메이지 42년(1909년) 10월, 당주가 된 셋째 아들 이와키 다카쓰네가 은거함에 따라 다시 가문을 계승하게 되었고, 이에 따라 자작이 되었다. 메이지 44년(1911년), 도쿄에서 68세의 나이로 사망하였다. 이후 이와키 자작가는 다카쿠니의 양자 이와키 다카노리가 이었다.